# Schnaps

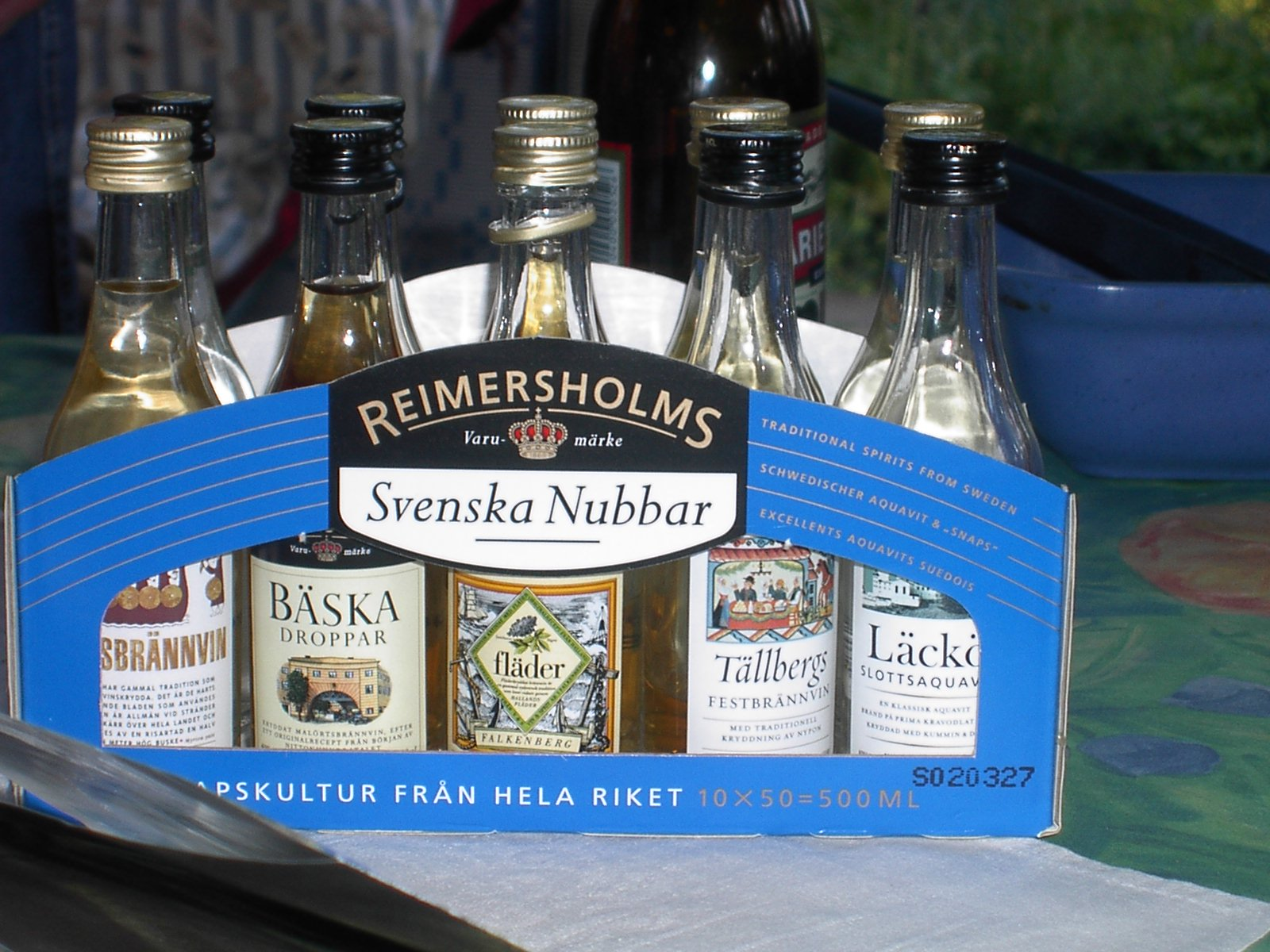
Diverse soorten Schnaps

Schnaps is een type gedistilleerde drank. Het woord Schnaps is afgeleid van het Duitse woord Schnaps (meervoud Schnäpse), dat kan verwijzen naar een sterk alcoholische drank, maar met name degene met ten minste 32% ethanol.
Er zijn twee verschillende soorten schnaps - Duitse Schnaps (zowel een algemene term voor likeur en, in het bijzonder, Duits of Oostenrijks fruit brandy) en de Amerikaanse schnaps (likeuren).

## Duitse Schnaps
Duitse Schnaps is helder en heeft een lichte fruitsmaak. Het is gemaakt van vergiste vruchten, is gebotteld zonder toegevoegde suiker en bevat doorgaans ongeveer 40% alcohol. Het uiterlijk en de smaak zijn dezelfde als die van eau-de-vie, maar deze Franse term wordt zelden gebruikt in de Duitstalige landen. In Oostenrijk, Zwitserland en Zuid-Duitsland worden deze dranken vaak ook Obstler genoemd (vanaf de Duitse Obst, fruit). Deze drank wordt in verband gebracht met het zuidelijke deel van het Duitse taalgebied, in het noorden van Duitsland zijn vrijwel alle traditionele gedistilleerde dranken op graan gebaseerd.
De belangrijkste soorten fruit die worden gebruikt voor de Duitse schnaps zijn (in volgorde van toenemende prijs van het resultaat) appels, peren, pruimen en kersen. Appels worden doorgaans gebruikt in combinatie met peren voor Obstwasser, maar alleen peren kunnen gebruikt worden voor Williamsbirne. Pruimen maken Zwetschgenwasser, Kersen geven Kirschwasser. Himbeergeist, een frambozen-smaak geest, is ook een Schnaps, maar is niet gemaakt van gefermenteerde frambozen, maar krijgt zijn smaak door middel van het doorgeven van neutrale graan- en alcoholdamp via frambozen. Ander fruit dan deze vijf soorten wordt zelden gebruikt voor traditionele Duitse Schnaps.
In een ruimere definitie van Schnaps vallen ook andere Duits-gedistilleerde dranken zoals Kuemmerling, Korn, Kümmel, Steinhäger (Duits gin), en Jägermeister onder de term.

## Amerikaanse Schnaps
Amerikaanse schnaps is een alcoholhoudende drank die wordt geproduceerd door infusie van neutrale graanalcohol met fruitsmaken of andere smaken. Na infusie wordt er suiker en glycerine toegevoegd en wordt hij in flessen gestopt. Het is daarna een gladde, stroopachtige drank. Het alcoholpercentage zit dan ergens tussen de 15% en de 50%.
Amerikaanse schnaps kan worden gekocht met een zeer grote verscheidenheid aan smaken, met inbegrip van anijs, abrikozen, bramen, zwarte bessen (alias crème de cassis), Butterscotch, kersen, koffie, perzik, pepermunt, wortelbier en zure appel.
Officieel vallen deze dranken in de categorie van likeuren omdat ze toegevoegde suikers bevatten.